# 338284 Hodál
338284 Hodál è un asteroide della fascia principale. Scoperto nel 2002, presenta un'orbita caratterizzata da un semiasse maggiore pari a 1,8392727 au e da un'eccentricità di 0,0639729, inclinata di 22,08799° rispetto all'eclittica.